# Rolex-Preis für Unternehmungsgeist

Logo

Der Rolex-Preis für Unternehmungsgeist (englisch Rolex Award(s) for Enterprise, oft verkürzend Rolex Award(s)) ist eine Auszeichnung, die 1976 vom Schweizer Uhrenhersteller Rolex SA anlässlich des 50-jährigen Jubiläums ihres Uhrenmodells Rolex Oyster gestiftet wurde.
Die Preisvergabe erfolgt seit 1978, zunächst alle drei Jahre, seit 1998 überwiegend alle zwei Jahre. Beginnend mit dem Jahr 2010 wurden zu jeder zweiten Preisvergabe Nachwuchspreisträger (Young Laureates) im Alter zwischen 18 und 30 Jahren ausgezeichnet. 2016 wurde von diesem Schema abgewichen und es wurden fünf Laureates (Preisträger) und fünf Young Laureates ausgezeichnet. 2019 wurden fünf Laureates und fünf Associate Laureates benannt. Die nächste Preisvergabe ist für 2021 angekündigt.[veraltet]
Mit dem Preis werden neue oder bereits laufende Projekte unterstützt. Diese Projekte können aus einem der folgenden Bereiche kommen: angewandte Technologie, kulturelles Erbe, Umweltschutz, Forschung, Entdeckung, Wissenschaft oder Gesundheit. Die Preisträger erhalten jeweils 100'000 Schweizer Franken für ihr Projekt, Young Laureates erhalten 50'000 Euro. Die Ausgezeichneten sollen auch von der medialen Aufmerksamkeit durch den Preis und vom Netzwerk mit früheren Preisträgern profitieren. Die Jury wird jedes Jahr neu zusammengesetzt und besteht aus Entdeckern, Umweltschützern, Wissenschaftlern, Ärzten, Lehrern oder Erfindern. Kriterien der Preisvergabe sollen Originalität, potenzielle Wirkung, Durchführbarkeit aber eben auch ein gewisser „Unternehmungsgeist“ sein.
Der International Congress of Distinguished Awards (ICDA) stuft den Rolex-Preis in die Gruppe der rund ein Dutzend internationalen Auszeichnungen mit dem höchsten Prestige ein – gemeinsam zum Beispiel mit den Nobelpreisen, dem Balzan-Preis, dem Templeton-Preis oder dem Erasmus-Preis.

## Preisträger und Jurys
Bei den Preisträgern ist in Klammern das Land oder die Region des ausgezeichneten Projekts angegeben, bei den Jurymitgliedern deren Nationalität. Die Young Laureates beziehungsweise Associate Laureates sind farbig hinterlegt.
| Jahr | Preisträger | Mitglieder der Jury |
| ---- | --- | --- |
| 1978 | Luc Jean-François Debecker (Frankreich), Billy Lee Lasley (USA), Kenneth Lee Marten (Äthiopien), Francine Patterson (USA) | Margaret Burbidge (USA), Derek Jackson (Frankreich), Luis Marden (USA), Jacques Piccard (Frankreich), Olivier Reverdin (Schweiz) |
| 1981 | Rodney Jackson (Nepal), Eduardo Llerenas (Mexiko) | Sylvia Earle (USA), René G. Favaloro (Argentinien), John Hunt (Vereinigtes Königreich), Francisco Kerdel Vegas (Venezuela), John H. Loudon (Niederlande), Chie Nakane (Japan), Gerard Piel (USA), Haroun Tazieff (Frankreich) |
| 1984 | Martine Fettweis-Viénot (Guatemala), Kenneth W. Hankinson (Antarktis), Donald Perry (Costa Rica), Thean Soo Tee (Malaysia), Michel Terrasse (Frankreich) | Walter Cunningham (USA), Oriol Bohigas Guardiola (Spanien), Mohamed Kassas, (Ägypten), Patricia Koechlin-Smythe (Vereinigtes Königreich), José M. Mayorga (Spanien), Michio Nagai (Japan) Ruy Pérez Tamayo (Mexiko), Paul-Émile Victor (Frankreich) |
| 1987 | Jacques Luc Autran (Malediven), Stephen Kress (USA), Pierre Morvan (Nepal), Nancy Lee Nash (China), Johan Gjefsen Reinhard (Peru) | George Van Brunt Cochran (USA), Fleur Cowles (Vereinigtes Königreich), Xavier Fructus (Frankreich), Yoshimine Ikeda (Brasilien), Kisho Kurokawa (Japan), Hans Joachim Panitz (Deutschland), Carlo Rubbia (Italien), Robert Sténuit (Belgien) |
| 1990 | John Fredrich Asmus (China), Suryo Wardhoyo Prawiroatmodjo (Indonesien), Les Stocker (Vereinigtes Königreich), Anita Studer (Brasilien) | Teodosio César Brea (Argentinien), Jean Dorst (Frankreich), Joe MacInnis (Kanada), Krov Menuhin (Australien), Saburo Okita (Japan) John Rawlins (Vereinigtes Königreich), Soedjatmoko (Indonesien), Juan Antonio Vallejo-Nágera (Spanien), Don Walsh (USA) |
| 1993 | Nancy M. Abeiderrahmane (Mauretanien), Antonio De Vivo (Mexiko), Steven Lurie Garrett (USA), Aldo Lo Curto (Brasilien), Forrest Marion Mims (USA) | Charles Brush (USA), Nils Dahlbeck (Schweden), Joël de Rosnay (Frankreich), Santiago Dexeus (Spanien), Edmund Hillary (Neuseeland), Heisuke Hironaka (Japan), Brian Redhead (Vereinigtes Königreich), Ruth Seering (Deutschland), Ragnar Thorseth (Norwegen), Umberto Veronesi (Italien)                                                                                                 |
| 1996 | Gilbert A. Clark (USA), Sabine Cotte (Bhutan), Sanoussi Diakité (Senegal), Eric Gilli (Frankreich), Gorur R. Iyengar Gopinath (Indien), Royce O. Hall (Tansania), Hans Hendrikse (Südafrika), Georgina Herrmann (Turkmenistan), Norberto Luis Jácome (Argentinien), Nabil M. Lawandy (USA), Mario Robles del Moral (Spanien), William Rosenblatt (USA), Jun’ichi Shinozaki (Japan), George van Driem (Nepal), Frithjof Voss (China)                     | Mary Archer (Vereinigtes Königreich), Laila El-Hamamsy (Ägypten), William Graves (USA), Tommy Koh (Singapur), Luc Montagnier (Frankreich), Ivo Pitanguy (Brasilien), Junko Tabei (Japan) |
| 1998 | Catherine Abadie-Reynal (Türkei), Erna Alant (Südafrika), Christina Bubba Zamora (Bolivien), Irina Chebakova (Russland), Tomas Diagne, (Senegal), Wijaya Godakumbura (Sri Lanka), Rafael Guarga (Uruguay), Peter Knights (China), Karel Kolomaznik (Tschechien), Louis Liebenberg (Südafrika), Jean-François Pernette (Chile), Adli Qudsi (Syrien), Valerio Sbordoni (Mexiko), Alexander Stannus (Vereinigtes Königreich), Amanda Vincent (Philippinen) | Roberta Bondar (Kanada), Leo Esaki (Japan), Marta Estrada (Spanien), Reiner Klingholz (Deutschland), Johan Reinhard (USA), Emil Salim (Indonesien) |
| 2000 | Mohammed Bah Abba (Nigeria), Luc-Henri Fage (Indonesien), Anabel Ford (Belize), Bernard Francou (Ecuador), Maria Eliza Manteca Oñate (Ecuador), Elizabeth Nicholls (Kanada), Rohan Pethiyagoda (Sri Lanka), Laurent Pordié (Indien), David Schweidenback (Guatemala), Reuven Yosef (Israel) | Adrienne Clarke (Australien), Gilbert M. Grosvenor (USA), Rodrigo Jordán (Chile), Giancarlo Ligabue (Italien), Michel Peissel (Frankreich), Kanwaljit Soin (Singapur), John Stoneman (Kanada), Kathryn Sullivan (USA), Crispin Tickell (Vereinigtes Königreich) |
| 2002 | Michel André (Kanarische Inseln), José Márcio Ayres (Brasilien), Sebastian Chuwa (Tansania), Dave Irvine-Halliday (Nepal), Ilse Köhler-Rollefson (Indien), Makoto Murase (Japan), Lindy Rodwell (Südafrika), Martha Isabel Ruiz Corzo (Mexico), Gordon Sato (Eritrea), Geoffrey Summers (Türkei) | Juan Luis Arsuaga (Spanien), Laurence de la Ferrière (Frankreich), Laila El-Hamamsy (Ägypten), Susan Greenfield (Vereinigtes Königreich), Fumihiko Maki (Japan), Chie Nakane (Japan), Anatoly Sagalevitch (Russland), Liu Thai Ker (Singapur), Neil deGrasse Tyson (USA) |
| 2004 | Pisit Charnsnoh (Thailand), Laury Cullen (Brasilien), Shekar Dattatri (Indien), Lonnie Dupre (USA), Claudia Feh (Mongolei), David Lordkipanidze (Georgien), Teresa Manera de Bianco (Argentinien), Kikuo Morimoto (Kambodscha), Dora Nipp (Kanada), Jo Thompson (Demokratische Republik Kongo) | Yves Coppens (Frankreich), Kathryn Fuller (USA), Guillermo Jaim-Etcheverry (Argentinien), Krov Menuhin (Australien), Mamoru Mohri (Japan), Christopher Ondaatje (Vereinigtes Königreich), Cristina Rapisarda Sassoon (Italien), Kanwaljit Soin (Singapur), Chris Y. H. Tan (Singapur) |
| 2006 | Cristian Donoso (Patagonien), Zenón Gomel Apaza (Peru), Shafqat Hussain (Pakistan), Runa Khan (Bangladesch), Alexandra Lavrillier (Sibirien), Julien Meyer (Frankreich), Brad Norman (Australien), Pilai Poonswad (Thailand), Chanda Shroff (Indien), Rory Wilson (Vereinigtes Königreich) | Laretna T. Adishakti (Indonesien), Denise Bradley (Australien), Motoko Ishii (Japan), Erling Kagge (Norwegen), Tommy Koh (Singapur), Luis Rojas Marcos (Spanien), William K. Reilly (USA), Mark Shuttleworth (Südafrika), Magdi Habib Yacoub (Vereinigtes Königreich) |
| 2008 | Talal Akasheh (Jordanien), Tim Bauer (Philippinen), Alexis Belonio (Philippinen), Arturo González (Mexiko), Andrew McGonigle (Italien), Rodrigo Medellín (Mexiko), Andrew Muir (Südafrika), Moji Riba (Indien), Romulus Whitaker (Indien), Elsa Zaldívar (Paraguay) | Vikram Akula (Indien), Etienne Bourgois (Frankreich), Denise Bradley (Australien), Farkhonda Hassan (Ägypten), Rodrigo Jordán (Chile), Yolanda Kakabadse (Ecuador), Geh Min (Singapur), Phil Nuytten (Kanada), Ivo Pitanguy (Brasilien), Anatoly Sagalevitch (Russland), Emil Salim (Indonesien), Kathryn Sullivan (Vereinigte Staaten)                                                  |
| 2010 | Jacob Colker (Vereinigte Staaten), Reese Fernandez-Ruiz (Philippinen), Nnaemeka Ikegwuonu (Nigeria), Piyush Tewari (Indien), Bruktawit Tigabu (Äthiopien) | Vijay Amritraj (Indien), Rodrigo Baggio (Brasilien), Khoo Swee Chiow (Singapur), Adrienne Corboud Fumagalli (Schweiz), Vicente Guallart (Spanien), Gladys Kalema-Zikusoka (Uganda), Margaret Dalzell Lowman (Vereinigte Staaten), Gary Martin (Vereinigte Staaten), Nelly Robles Garcia (Mexiko), Paul Rose (Vereinigtes Königreich)                                                     |
| 2012 | Karina Atkinson (Paraguay), Sergei Bereznuk (Russlands ferner Osten), Selene Biffi (Afghanistan), Barbara Block (Vereinigte Staaten), Erika Cuéllar (Bolivien, Argentinien und Paraguay), Sumit Dagar (Indien), Mark Kendall (Australien, Papua New Guinea), Arun Krishnamurthy (Indien), Maritza Morales Casanova (Mexiko), Aggrey Otieno (Kenia) | Habiba Bouhamed Chaabouni (Tunesien), Gururaj Deshpande (Indien), Sylvia Earle (Vereinigte Staaten), Steve Jones (Vereinigtes Königreich), Calestous Juma (Kenia), Tayeb Kamali (Vereinigte Arabische Emirate), Amyr Klink (Brasilien), Antonio Machado-Allison (Venezuela), Keiko Nakamura (Japan), Subramaniam Ramadorai (Indien), Gerhard Schmitt (Schweiz), Mahrukh Tarapor (Indien) |
| 2014 | Neeti Kailas (Indien), Olivier Nsengimana (Ruanda), Francesco Sauro (Brasilien und Venezuela), Arthur Zang (Kamerun), Hosam Zowawi (Australien, Golfregion) | Kevin Hand (Vereinigte Staaten), Yolanda Kakabadse (Ecuador), Diébédo Francis Kéré (Burkina Faso), Linda Partridge (Vereinigtes Königreich), Adam Rutherford (Vereinigtes Königreich), Rohinton Soli Screwvala (Indien), Hayat Sindi (Saudi-Arabien), Lu Zhi (China) |
| 2016 | Andrew Bastawrous, Kerstin Forsberg, Vreni Häussermann, Conor Walsh, Sonam Wangchuk | Ghada Amer (Ägypten), Antje Boetius (Deutschland), María Emilia Correa (Kolumbien), David Doubilet (Vereinigte Staaten), Marcus du Sautoy (Vereinigtes Königreich), David Edwards (Vereinigte Staaten), Chris Hadfield (Kanada), Stefan Hell (Deutschland), Segenet Kelemu (Äthiopien), Johann Olav Koss (Norwegen), Rohini Nilekani (Indien), Joseph J. Y. Sung (Hong Kong)             |
| 2016 | Joseph Cook, Oscar Ekponimo, Christine Keung, Junto Ohki, Sarah Toumi | Ghada Amer (Ägypten), Antje Boetius (Deutschland), María Emilia Correa (Kolumbien), David Doubilet (Vereinigte Staaten), Marcus du Sautoy (Vereinigtes Königreich), David Edwards (Vereinigte Staaten), Chris Hadfield (Kanada), Stefan Hell (Deutschland), Segenet Kelemu (Äthiopien), Johann Olav Koss (Norwegen), Rohini Nilekani (Indien), Joseph J. Y. Sung (Hong Kong)             |
| 2019 | João Campos-Silva, Grégoire Courtine, Brian Gitta, Krithi Karanth, Miranda Wang | Mosunmola Abudu (Nigeria), Jonathan Baillie (Vereinigtes Königreich), Laurence de la Ferrière (Frankreich), Juan Dumas (Argentinien), David Gruber (Vereinigte Staaten), Paula Kahumbu (Kenia), Adam Rutherford (Vereinigtes Königreich), Annika Sörenstam (Schweden/Vereinigte Staaten), Ravi Venkatesan (Indien), Ling Wong (Vereinigte Staaten)                                       |
| 2019 | Pablo García Borboroglu, Emma Camp, Yves Moussallam, Sara Saeed, Topher White | Mosunmola Abudu (Nigeria), Jonathan Baillie (Vereinigtes Königreich), Laurence de la Ferrière (Frankreich), Juan Dumas (Argentinien), David Gruber (Vereinigte Staaten), Paula Kahumbu (Kenia), Adam Rutherford (Vereinigtes Königreich), Annika Sörenstam (Schweden/Vereinigte Staaten), Ravi Venkatesan (Indien), Ling Wong (Vereinigte Staaten)                                       |
| 2021 | Hindou Oumarou Ibrahim, Luiz Rocha, Gina Moseley, Rinzin Phunjok Lama, Felix Brooks-Church | |
| 2023 | Beth Koigi, Inza Koné, Liu Shaochuang, Constantino Aucca Chutas, Denica Riadini-Flesch | |